# Siva (ocell)
La siva (Actinodura cyanouroptera) és un ocell de la família dels leiotríquids (Leiothrichidae).

## Hàbitat i distribució
Viu entre la malesa del bosc, matolls i vegetació secundària, a les muntanyes al nord i est de l'Índia des del nord d'Uttar Pradesh cap a l'est fins Arunachal Pradesh i, més cap al sud, al sud-est de Bangladesh, Manipur i Nagaland, Myanmar (a excepció del centre i el sud), sud de la Xina a l'est de Szechwan, Yunnan, Kwangsi, sud d'Hunan i Hainan, nord-oest i sud-est de Tailàndia, nord i sud de Laos, sud-oest de Cambodja, nord i centre del Vietnam a Tonquín i Annam, i Malaca